# Mano Le Tough
Mano Le Tough (bürgerlich „Niall Mannion“) ist ein Musikproduzent und DJ der elektronischen Tanzmusik. Seine Musik lässt sich dem Techno und House zuordnen.

## Biografisches
Der gebürtige Ire lebte zunächst einige Jahre in Berlin und Zürich, bevor er wieder zurück in die Nähe von Dublin zog. Nach Releases bei Prins Thomas‘ Label Internasjonal sowie Mirau und bei Dirt Crew Recordings gründete er 2012 das Label Maeve. Im Jahr 2013 erscheint sein Debütalbum „Changing Days“ bei Permanent Vacation.
Darüber hinaus hat er Remixes u. a. für die Moloko-Sängerin Róisín Murphy, für Aloe Blacc, die Pet Shop Boys und Caribou produziert. Im Jahr 2021 veröffentlicht Mano Le Tough sein drittes Album „At the Moment“ auf dem Label Pampa Records von DJ Koze. Unter dem Namen "Passion Beat" betreibt er auch eine Party-Serie.

## Diskografie (Auswahl)
- 2009: Warhorn (Internasjonal)
- 2010: Baby Let’s Love (Dirt Crew)
- 2013: Changing Days (Permanent Vacation)
- 2015: Trails (Permanent Vacation)
- 2021: At the Moment (Pampa)